# Sergi Bruguera
Sergi Bruguera (Barcelona, 16 januari 1971) is een voormalig proftennisser uit Spanje, die tweemaal Roland Garros op zijn naam schreef: 1993 en 1994. Hij effende het pad voor andere Spaanse tennisspelers, zoals Albert Costa, Alberto Berasategui en Juan Carlos Ferrero.
Bruguera is afkomstig uit de Catalaanse hoofdstad Barcelona. Hij speelde vijftien jaar lang, van 1988 tot 2003, in het profcircuit. Hij won veertien toernooien en verdiende in totaal bijna twaalf miljoen dollar.
Bruguera behaalde zijn grootste successen vooral tussen 1987 en 1994. Hij speelt rechtshandig en staat te boek als een gravelspecialist. Met precisie en geduld wist hij dikwijls fouten bij de tegenstander af te dwingen. In 1993 won hij op Roland Garros van de Amerikaanse titelverdediger Jim Courier en in 1994 van zijn landgenoot Beresategui. In dat jaar (1 augustus 1994) behaalde hij ook zijn hoogste ranking op de wereldranglijst: derde.
Na 1994 kreeg hij te maken met de ene na de andere blessure, en behaalde hij weinig successen meer. In 1995 kreeg hij een knieblessure, in 1996 een enkelblessure en in 1998 een chronische schouderblessure, waardoor hij tien maanden uit de roulatie was en terugviel naar de 372ste plaats op de wereldranglijst. Zijn enige aansprekende succes in die jaren was een finaleplaats op Roland Garros in 1997. Hij speelde tegen Gustavo Kuerten en verloor.
Vanaf juli 1999 volgde een tweede opleving en wist hij op te klimmen tot rond de 100e plaats. Daarmee stokte de progressie echter en toen in 2003 hij als 145ste op de ranglijst geen uitnodiging meer kreeg voor de Open Franse kampioenschappen, besloot hij een maand daarvoor op 31-jarige leeftijd te stoppen als profspeler. Zijn laatste wedstrijd speelde hij eind april in een toernooi in zijn eigen Barcelona, een verloren partij tegen Guillermo Cañas in de tweede ronde.

## Prestatietabel
| Legenda | Legenda                          |
| ------- | -------------------------------- |
| g.t.    | geen toernooi gehouden           |
| l.c.    | lagere categorie                 |
| –       | niet deelgenomen                 |
| G       | uitgeschakeld in de groepsfase   |
| 1R      | uitgeschakeld in de eerste ronde |
| 2R      | uitgeschakeld in de tweede ronde |
| 3R      | uitgeschakeld in de derde ronde  |
| 4R      | uitgeschakeld in de vierde ronde |
| KF      | uitgeschakeld in de kwartfinale  |
| HF      | uitgeschakeld in de halve finale |
| F       | de finale verloren               |
| W       | het toernooi gewonnen            |
| w-v     | winst/verlies-balans             |

### Prestatietabel grand slam, enkelspel
| Toernooi        | 1989 | 1990 | 1991 | 1992 | 1993 | 1994 | 1995 | 1996 | 1997 | 1998 | 2000 | 2001 |
| --------------- | ---- | ---- | ---- | ---- | ---- | ---- | ---- | ---- | ---- | ---- | ---- | ---- |
| Australian Open | –    | 2R   | 1R   | –    | 4R   | –    | –    | –    | 3R   | 1R   | –    | 1R   |
| Roland Garros   | 4R   | 2R   | 2R   | 1R   | W    | W    | HF   | 2R   | F    | 1R   | 1R   | 2R   |
| Wimbledon       | 1R   | 2R   | –    | –    | –    | 4R   | –    | –    | –    | –    | –    | 1R   |
| US Open         | 1R   | 2R   | 2R   | 2R   | 1R   | 4R   | 2R   | 3R   | 4R   | 2R   | –    | 1R   |

### Prestatietabel grand slam, dubbelspel
| Toernooi        | 1990 | 1991 |
| --------------- | ---- | ---- |
| Australian Open | –    | –    |
| Roland Garros   | 3R   | –    |
| Wimbledon       | –    | –    |
| US Open         | KF   | 1R   |